# Municipio de Glaize
El municipio de Glaize (en inglés: Glaize Township) es un municipio ubicado en el condado de Jackson en el estado estadounidense de Arkansas. En el año 2010 tenía una población de 966 habitantes y una densidad poblacional de 8,09 personas por km².

## Geografía
El municipio de Glaize se encuentra ubicado en las coordenadas 35°29′4″N 91°24′36″O / 35.48444, -91.41000. Según la Oficina del Censo de los Estados Unidos, el municipio tiene una superficie total de 119.46 km², de la cual 117,07 km² corresponden a tierra firme y (2,01 %) 2,4 km² es agua.

## Demografía
Según el censo de 2010, había 966 personas residiendo en el municipio de Glaize. La densidad de población era de 8,09 hab./km². De los 966 habitantes, el municipio de Glaize estaba compuesto por el 95,24 % blancos, el 1,97 % eran afroamericanos, el 1,04 % eran amerindios, el 0,41 % eran de otras razas y el 1,35 % eran de una mezcla de razas. Del total de la población el 0,52 % eran hispanos o latinos de cualquier raza.